# 森永彩斗
森永 彩斗（もりなが あやと、2月8日 - ）は、日本の男性声優。愛知県出身。マウスプロモーション所属。

## 略歴
日本ナレーション演技研究所出身。2017年、クレイジーボックスに所属。2020年3月31日にクレイジーボックスを退所、 翌4月1日にマウスプロモーションに移籍。

## 人物
趣味は ボルダリング、読書。特技はモトクロス、バク転、ビートボックス。方言は名古屋弁。
2017年第3戦広島をもって引退した。
引退したきっかけは右手首の怪我である。全日本モトクロス国際B級ライセンスを所持していた。当時乗っていたバイクはヤマハ YZ250F。自称「日本一動ける声優」。モトクロスでの飛距離は約40ｍ。
同期に安田陸矢、大野智敬、浦和希がいる。

## 出演

### テレビアニメ
2022年
- フットサルボーイズ!!!!!（今園彩人）
- トモダチゲーム（親友B）
- 可愛いだけじゃない式守さん（男子生徒）

2023年
- アイドルマスター シンデレラガールズ U149（男性社員）
- くまクマ熊ベアーぱーんち!（エルナート）
- 幻日のヨハネ -SUNSHINE in the MIRROR-
- 聖者無双〜サラリーマン、異世界で生き残るために歩む道〜（部下）
- ポーション頼みで生き延びます!（盗賊）

2024年
- ぽんのみち（雀士）
- 俺だけレベルアップな件（2024年 - 2025年、吉田恭平） - 2シリーズ
- ワンルーム、日当たり普通、天使つき。（生徒B、男子C）
- Unnamed Memory（ファルサス武官、魔法士C、魔法士）
- まぁるい彼女と残念な彼氏（佐藤和樹）
- 星降る王国のニナ（衛兵、部下1、家臣2、兵士、黒の宮従者2 他）
- 妖怪学校の先生はじめました!（2024年 - 2025年、ナンパ男1、前田康富、中学生、アナウンス、若い警官）

2025年
- 日本へようこそエルフさん。（男性社員、ギルド長補佐、上級魔術師A）
- Übel Blatt〜ユーベルブラット〜（隊長、門下生、クラト、七槍騎士団）
- ロックは淑女の嗜みでして（客）
- 怪獣8号（オペレーター）

### Webアニメ
- みるタイツ（2019年、客）
- マウスどうぶつえん（2021年、ゴールデンターキンのあやと[25]）
- Romanticスパイス カプサイジ伝説（2024年、カイリュー[26]）

### ゲーム
- グランドチェイス‐次元の追跡者‐（2018年、ニコラス）
- 黒い砂漠 MOBILE（2019年、ルービン）
- ルチアーノ同盟（2019年、エイト[27]）
- 少女とドラゴン（2020年、側近カイン[28]）
- フットサルボーイズ!!!!! ハイファイリーグ（2021年、今園彩人[29]）
- ファイアーエムブレム無双 風花雪月（2022年）

### ドラマCD
- MAUSU THEATER Vol.073～Vol.077（2023年[30]）

### BLCD
- 囀る鳥は羽ばたかない7（2021年、新平[31]）
- 調教上司（2022年、竹沢、同僚Ｂ、ウェイター[32]）
- フェロウメロウ（2023年、藤原叶[33]）
- 神様なんか信じない僕らのエデン2（2023年）

### テレビ番組
※はインターネット配信。
- あの人がいいねした一般人（2019年6月29日放送分の番組PRナレーション、テレビ朝日）
- Club AT-X WSB 〜ワールド シークレット ベース〜（2019年11月2日、16日放送テレビアニメ『旗揚!けものみち勝手に応援企画！！』のコーナー、AT-X [34]）
- お願い!ランキング（2021年2月17日放送声優企画特別編、テレビ朝日[35]）
- オールナイト声優フジ5夜(2022年4月24日、フジテレビTWO[36]）
- ルチアーノ同盟のアジト＃14（2020年11月30日、※ニコニコ動画[37]）
- ルチアーノ同盟のアジト＃18（2021年4月7日、※ニコニコ動画[38]）
- 大野智敬と森永彩斗のスキル＋（2023年1月17日- ※OPENREC.tv[39]）
- オールナイト声優フジ お台場冒険王サマーパーティー(2023年8月12日、フジテレビTWO[40]）
- マンガ、鬼ほど好きなんで(2023年9月11日 & 2023年9月18日、TOKYO MX[41]）

### ボイスオーバー
- 世界の村で発見!こんなところに日本人（2019年2月12日放送、EX系）
- 真相報道 バンキシャ!（2019年6月9日、8月4日放送、NTV系）
- 犯人に告ぐ! 盗聴盗撮 怒りの追跡バスターズ（2019年10月16日放送、TBS）
- Anime nova プロジェクト U-20 アニメグランプリ（2022年3月31日放送、テレビ東京[42]）

### 舞台
- ハイパープロジェクション演劇「ハイキュー!!」"はじまりの巨人"（2018年4月 - 6月、東京・兵庫・福岡・宮城・大阪・東京凱旋）- 母畑和馬役[43]

### 朗読劇
- りーでぃんぐ☆ぱーてぃー.vol5（2019年1月9日 - 2019年1月14日、コフレリオ新宿シアター[44]）
- りーでぃんぐ☆ぱーてぃー.vol5.5～りべんじ～（2019年2月9日 - 2019年2月10日、コフレリオ新宿シアター[45]）
- 読むん会！～１冊目～（2022年8月29日、新中野ワニズホール[46]）
- 幽玄朗読舞『SEIMEI～道成寺伝説より～』（2022年10月25日、銀座博品館劇場[47]）
- ［Otona Project 第四十八弾］第十五回課外授業　朗読劇『シアター』（2023年9月20日～9月24日、シアターグリーン BOX in BOX THEATER[48]）
- 幽玄朗読舞『SEIMEI 鬼と人と～安達ヶ原より～』（2023年9月15日、銀座博品館劇場[49]）
- ［Otona Project-Produce］朗読劇『カラフル』再演（2023年11月15日〜19日、CBGKシブゲキ!![50]）
- ［Otona Project 第五十二弾］朗読劇『マグロ釣ってきます。 たくあん買っておいてください』（2024年1月24日～28日、参宮橋トランスミッション[51]）
- ［Otona Project 第五十三弾］朗読劇『東京怪獣物語』再演（2024年3月12日～17日、サンモールスタジオ[52]）
- 朗読劇『ネコたん！〜猫町怪異奇譚〜』（2024年5月10日、あうるすぽっと[53]）
- 朗読劇『初等教育ロイヤル』（2024年8月21-25日、こくみん共済 coop ホール/スペース・ゼロ）-森くん 役[54]

### トークライブ
- 異なる業種で何かやろっか。（2023年2月10日[55]）

### Webドラマ
- 夢を見る。そして恋をする。〜陰キャJKがシンデレラになる方法〜（2023年、朝陽[56]）

### ラジオ
※はインターネット配信。
- ひょろっと男子たち（2022年4月3日 -  2024年3月31日、文化放送[57]）
- ラジオダブルディア シーズン7（2023年、ラジ友※[58]）
- H4NG 0UT G4RAGE（2024年 - 、ラジ友※）[59]

## ディスコグラフィ

### キャラクターソング
| 発売日        | 商品名                                             | 歌 | 楽曲                                        | 備考                                                     |
| ------------- | -------------------------------------------------- | --- | ------------------------------------------- | -------------------------------------------------------- |
| 2022年2月9日  | フットサルボーイズ!!!!! プレイヤーソングアルバム   | フットサルボーイズ!!! | 「Higher Goals」                            | ゲーム『フットサルボーイズ!!!!! ハイファイリーグ』主題歌 |
| 2022年2月9日  | フットサルボーイズ!!!!! プレイヤーソングアルバム   | 桐生蓮（TAKA）、白河瞬（岡延明）、橘藤吾（大海将一郎）、今園彩人（森永彩斗）、水無瀬亜佐（菊池勇成）、秋月奏夜（津田拓也） | 「Maverick」                                | 『フットサルボーイズ!!!!!』関連曲                        |
| 2022年4月13日 | フットサルボーイズ!!!!! 天ノ川学園高等学校アルバム | 今園彩人（森永彩斗） | 「Dala Dala」 「Higher Goals 今園彩人ver.」 | 『フットサルボーイズ!!!!!』関連曲                        |

### その他参加作品
| 発売日        | 商品名                                           | 歌                 | 楽曲             | 備考                                         |
| ------------- | ------------------------------------------------ | ------------------ | ---------------- | -------------------------------------------- |
| 2023年4月26日 | ラジオ「ひょろっと男子たち」テーマソングシングル | ひょろっと男子たち | 「STEP BY STEP」 | ラジオ番組『ひょろっと男子たち』テーマソング |

### シリーズ一覧
1. ↑  Season 1（2024年）、Season 2 -Arise from the Shadow-（2025年）

### ユニットメンバー
1. ↑  大和晴（高良崚太）、榊星一郎（石森周斗）、月丘柊依（吉原康平）、幸永椿貴（山口諒太郎）、南雲竜（古田一紀）、天門泰雅（坂井易直）、樫良木ルイ（峯田大夢）、結城心（新井雄也）、久我巧生（村上聡）、花山院快斗（馬場惇平）、京極聖（宮瀬尚也）、二葉ともえ（山本智哉）、昂守希（佐久間貴生）、十河夏輝（千葉瑞己）、相庭京介（浦和希）、花村理央（多田啓太）、鞍馬雪丸（上村源）、桐生蓮（TAKA）、白河瞬（岡延明）、橘藤吾（大海将一郎）、今園彩人（森永彩斗）、水無瀬亜佐（菊池勇成）、秋月奏夜（津田拓也）、朝比奈碧（奥山敬人）、天王寺刻成（川島慶嗣）、世良龍太朗（下川草介）、水無瀬涼佑（石井孝英）、ガルシア・エミリオ（小塚亮輔）、蓮美朔（木津つばさ）
2. ↑  浦和希、梅田修一朗、堂島颯人、森永彩斗